# Saint-Lin
Saint-Lin település Franciaországban, Deux-Sèvres megyében. Lakosainak száma 305 fő (2022. január 1.). Saint-Lin Beaulieu-sous-Parthenay, Clavé, Reffannes, Saint-Georges-de-Noisné, Verruyes és Vouhé községekkel határos.

## Népesség
A település népessége az elmúlt években az alábbi módon változott:
| Lakosok száma | 350  | 337  | 346  | 331  | 329  | 326  | 320  | 311  | 305  |
|               | 2013 | 2015 | 2016 | 2017 | 2018 | 2019 | 2020 | 2021 | 2022 |